# 恋を知っているすべてのあなたへ
『恋を知っているすべてのあなたへ』（こいをしっているすべてのあなたへ）は、SHISHAMOのコンセプト・アルバム。2023年2月4日にGOOD CREATORS RECORDS / UNIVERSAL SIGMAから発売された。

## 概要
- 本作はSHISHAMOのCDデビュー10周年を記念してリリースされた初のコンセプト・アルバム。10年間、様々な角度から恋愛のことを歌い続けてきたSHISHAMOの楽曲群を、「恋愛の喜び」と「恋愛の痛み」というコンセプトでメンバーがセレクトし、コンパイルした2枚組全30曲収録の作品[5]。
- 2022年11月13日、バンドの地元・神奈川県川崎市 ラ チッタデッラ 中央噴水広場で開催されたフリーライブ『今日から10周年イヤー突入!!! SHISHAMO NO FREE LIVE!!! 〜10YEARS THANK YOU〜』でリリースが発表になった。同日には「恋する -10 YEARS TAHNK YOU-」の先行配信が開始された[6]。
- 12月2日より、恋心を7つのテーマに分けたプレイリストが毎週1つずつ配信された。また、シチュエーションに合ったプレイリストを見つけられる「恋心プレイリスト診断」も公開された[7]。
- 発売日の2023年2月4日、Spotifyにて、本作をメンバーが全曲解説する "Liner Voice+:SHISHAMO『恋を知っているすべてのあなたへ』" の配信が開始された[8]。
- 購入者特典として対象店舗ではオリジナルB2ポスター、AmazonではA4クリアファイルが付けられた[9]。
- 本作のリリースを記念したツアーSHISHAMO 10th Anniversary Tour「恋を知っているすべてのあなたへ」が2023年9月10日から11月4日まで全国11都市で開催された[10]。10月7日の神戸国際会館 こくさいホール公演はU-NEXTにて国内独占ライブ配信された。また、海外限定でStreaming+での同時ライブ配信も行われた[11]。

## 収録曲

### 恋の喜びを知っているあなたへ／[DISC 1]
| 全作曲: 宮崎朝子、全編曲: SHISHAMO。 |                                                     |            |            |      |
| #                                    | タイトル                                            | 作詞       | 作曲・編曲 | 時間 |
| 1.                                   | 「君と夏フェス」                                    | 宮崎朝子   | 宮崎朝子   | 3:45 |
| 2.                                   | 「恋に落ちる音が聞こえたら」                        | 宮崎朝子   | 宮崎朝子   | 4:05 |
| 3.                                   | 「好き好き！」                                      | 宮崎朝子   | 宮崎朝子   | 3:23 |
| 4.                                   | 「ドキドキ」                                        | 宮崎朝子   | 宮崎朝子   | 3:43 |
| 5.                                   | 「フェイバリットボーイ」                            | 宮崎朝子   | 宮崎朝子   | 4:29 |
| 6.                                   | 「笑顔のとなり」                                    | 宮崎朝子   | 宮崎朝子   | 4:26 |
| 7.                                   | 「熱帯夜」                                          | 宮崎朝子   | 宮崎朝子   | 4:13 |
| 8.                                   | 「ドライブ」                                        | 宮崎朝子   | 宮崎朝子   | 4:51 |
| 9.                                   | 「キスをちょうだい」                                | 宮崎朝子   | 宮崎朝子   | 4:09 |
| 10.                                  | 「あなたと私の間柄」                                | 宮崎朝子   | 宮崎朝子   | 3:53 |
| 11.                                  | 「天使みたい」                                      | 宮崎朝子   | 宮崎朝子   | 5:22 |
| 12.                                  | 「僕に彼女ができたんだ」                            | 吉川美冴貴 | 宮崎朝子   | 3:09 |
| 13.                                  | 「狙うは君のど真ん中」                              | 宮崎朝子   | 宮崎朝子   | 3:28 |
| 14.                                  | 「君の目も鼻も口も顎も眉も寝ても覚めても超素敵!!!」 | 宮崎朝子   | 宮崎朝子   | 3:36 |
| 15.                                  | 「恋する -10YEARS THANK YOU-」                      | 宮崎朝子   | 宮崎朝子   | 6:09 |
| 合計時間:                            | 合計時間:                                           | 合計時間:  | 62:41      |      |

### 恋の痛みを知っているあなたへ／[DISC 2]
| 全作詞・作曲: 宮崎朝子。 |                                      |           |            |                                                    |      |
| #                        | タイトル                             | 作詞      | 作曲・編曲 | 編曲                                               | 時間 |
| 1.                       | 「忘れてやるもんか」                 | 宮崎朝子  | 宮崎朝子   | SHISHAMO                                           | 4:35 |
| 2.                       | 「君の大事にしてるもの」             | 宮崎朝子  | 宮崎朝子   | SHISHAMO                                           | 4:58 |
| 3.                       | 「真夜中、リビング、電気を消して。」 | 宮崎朝子  | 宮崎朝子   | SHISHAMO                                           | 4:41 |
| 4.                       | 「あの娘の城」                       | 宮崎朝子  | 宮崎朝子   | SHISHAMO                                           | 3:25 |
| 5.                       | 「警報」                             | 宮崎朝子  | 宮崎朝子   | SHISHAMO                                           | 3:52 |
| 6.                       | 「花」                               | 宮崎朝子  | 宮崎朝子   | SHISHAMO                                           | 3:58 |
| 7.                       | 「同窓会」                           | 宮崎朝子  | 宮崎朝子   | SHISHAMO                                           | 3:53 |
| 8.                       | 「夏の恋人」                         | 宮崎朝子  | 宮崎朝子   | SHISHAMO、高野勲・宮崎朝子（ストリングスアレンジ） | 5:29 |
| 9.                       | 「ブーツを鳴らして」                 | 宮崎朝子  | 宮崎朝子   | SHISHAMO、高野勲・宮崎朝子（ストリングスアレンジ） | 5:57 |
| 10.                      | 「ごめんね」                         | 宮崎朝子  | 宮崎朝子   | SHISHAMO                                           | 4:04 |
| 11.                      | 「二酸化炭素」                       | 宮崎朝子  | 宮崎朝子   | SHISHAMO                                           | 5:16 |
| 12.                      | 「夢で逢う」                         | 宮崎朝子  | 宮崎朝子   | SHISHAMO                                           | 4:10 |
| 13.                      | 「許してあげるから」                 | 宮崎朝子  | 宮崎朝子   | SHISHAMO                                           | 3:47 |
| 14.                      | 「ごめんね、恋心」                   | 宮崎朝子  | 宮崎朝子   | SHISHAMO                                           | 5:18 |
| 15.                      | 「終わり」                           | 宮崎朝子  | 宮崎朝子   | SHISHAMO                                           | 4:14 |
| 合計時間:                | 合計時間:                            | 合計時間: | 67:37      |                                                    |      |

## 楽曲解説

### 恋の喜びを知っているあなたへ／[DISC 1]
1. 君と夏フェス
  - 1stシングルで、『SHISHAMO 2』収録曲。
2. 恋に落ちる音が聞こえたら
  - 5thシングル「夏の恋人」のカップリング曲で、『SHISHAMO 4』収録曲。
3. 好き好き！
  - 『SHISHAMO 4』収録曲。
4. ドキドキ
  - 8thシングル「水色の日々」のカップリング曲で、『SHISHAMO 5』収録曲。
5. フェイバリットボーイ
  - 『SHISHAMO 6』収録曲。
6. 笑顔のとなり
  - 『SHISHAMO 3』収録曲。
7. 熱帯夜
  - 3rdシングルで、『SHISHAMO 3』収録曲。
8. ドライブ
  - 『SHISHAMO 7』収録曲。
9. キスをちょうだい
  - 『SHISHAMO 6』収録曲。
10. あなたと私の間柄
  - 『SHISHAMO 5』収録曲。
11. 天使みたい
  - 『SHISHAMO 6』収録曲。
12. 僕に彼女ができたんだ
  - 『SHISHAMO』収録曲。
13. 狙うは君のど真ん中
  - 7th配信限定シングル。
14. 君の目も鼻も口も顎も眉も寝ても覚めても超素敵!!!
  - 5th配信限定シングルで、『SHISHAMO 7』収録曲。
15. 恋する -10YEARS THANK YOU-
  - デビューアルバム『SHISHAMO』に収録の「恋する」をリレコーディングした曲。既発のものとはイントロのドラムの長さなどに変化がある。「恋する」が制作されたのは松岡の加入前だったため、松岡はこの曲のレコーディングに初めて参加した[12][13]。
  - 先行配信が開始された11月13日に深津昌和とタッグを組んだミュージック・ビデオがYouTubeでプレミア公開された。「君と夏フェス」「さよならの季節」「君とゲレンデ」「人間」のミュージック・ビデオで主演を務めた上原実矩と、岡田翔大郎が出演している。ビデオは楽曲にリンクしたストーリー仕立ての内容となっている[6][14]。

### 恋の痛みを知っているあなたへ／[DISC 2]
1. 忘れてやるもんか
  - 『SHISHAMO 6』収録曲。
2. 君の大事にしてるもの
  - 10thシングル「君の隣にいたいから」のカップリング曲で、『SHISHAMO 6』収録曲。
3. 真夜中、リビング、電気を消して。
  - 『SHISHAMO 6』収録曲。
4. あの娘の城
  - 『SHISHAMO 5』収録曲。
5. 警報
  - 『SHISHAMO 7』収録曲。
6. 花
  - 『SHISHAMO 2』収録曲。
7. 同窓会
  - 『SHISHAMO 5』収録曲。
8. 夏の恋人
  - 5thシングルで、『SHISHAMO 4』収録曲。
9. ブーツを鳴らして
  - 『ブーツを鳴らして - EP』収録曲。
10. ごめんね
  - 『SHISHAMO 7』収録曲。
11. 二酸化炭素
  - 『SHISHAMO 6』収録曲。
12. 夢で逢う
  - 『SHISHAMO 5』収録曲。
13. 許してあげるから
  - 9thシングル「OH！」のカップリング曲。
14. ごめんね、恋心
  - 『SHISHAMO 3』収録曲。
15. 終わり
  - 『SHISHAMO 4』収録曲。

## 参加ミュージシャン

### SHISHAMO
- 宮崎朝子：Guitar, Vocal
- 松岡彩：Bass
- 吉川美冴貴：Drums

### 外部ミュージシャン
- 四家卯大Strings (DISC 2 #-8)
- 美央Strings (DISC 2 #-9)

## プレイリスト

### 7つのテーマに分けた恋心プレイリスト
|       | 配信日         | タイトル                               | 収録曲 | 規格                   |
| ----- | -------------- | -------------------------------------- | --- | ---------------------- |
| 第1弾 | 2022年12月02日 | 好き100%の片思いをしているあなたへ     | 1. 好き好き！ 2. 君と夏フェス 3. ドキドキ 4. 恋に落ちる音が聞こえたら 5. 狙うは君のど真ん中 6. ねぇ、 7. 恋する -10YEARS THANK YOU-                                    | デジタル・ダウンロード |
| 第2弾 | 2022年12月09日 | 泣き出しそうな片思いをしているあなたへ | 1. ごめんね、恋心 2. 通り雨 3. 昼夜逆転 4. さよならの季節 5. きっとあの漫画のせい 6. ひっちゃかめっちゃか 7. 君とゲレンデ                                              | デジタル・ダウンロード |
| 第3弾 | 2022年12月16日 | 恋人が好きでたまらないあなたへ         | 1. 君の目も鼻も口も顎も眉も寝ても覚めても超素敵!!! 2. フェイバリットボーイ 3. キスをちょうだい 4. 笑顔のとなり 5. 天使みたい 6. ドライブ 7. あなたと私の間柄 8. 熱帯夜 | デジタル・ダウンロード |
| 第4弾 | 2022年12月23日 | 恋人同士なのに不安なあなたへ           | 1. 曇り夜空は雨の予報 2. 真夜中、リビング、電気を消して。 3. きみと話せないのは 4. 深夜のラジオ 5. あの娘の城 6. 今だけは                                              | デジタル・ダウンロード |
| 第5弾 | 2023年01月13日 | さよならの予感がしているあなたへ       | 1. 君の大事にしてるもの 2. 二酸化炭素 3. こんな僕そんな君 4. 推定移動距離 5. 許してあげるから 6. 警報 7. 夏の恋人                                                      | デジタル・ダウンロード |
| 第6弾 | 2023年01月20日 | ひとつの恋が終わってしまったあなたへ   | 1. またね 2. ハッピーエンド 3. 手のひらの宇宙 4. 花 5. BYE BYE 6. 終わり 7. ごめんね 8. 忘れてやるもんか                                                               | デジタル・ダウンロード |
| 第7弾 | 2023年01月27日 | あの日の恋が刺さったままのあなたへ     | 1. 夢で逢う 2. ブーツを鳴らして 3. 春に迷い込んで 4. 同窓会 5. 生きるガール 6. メトロ 7. 夢で逢えても                                                                  | デジタル・ダウンロード |